# Robert E. Withers

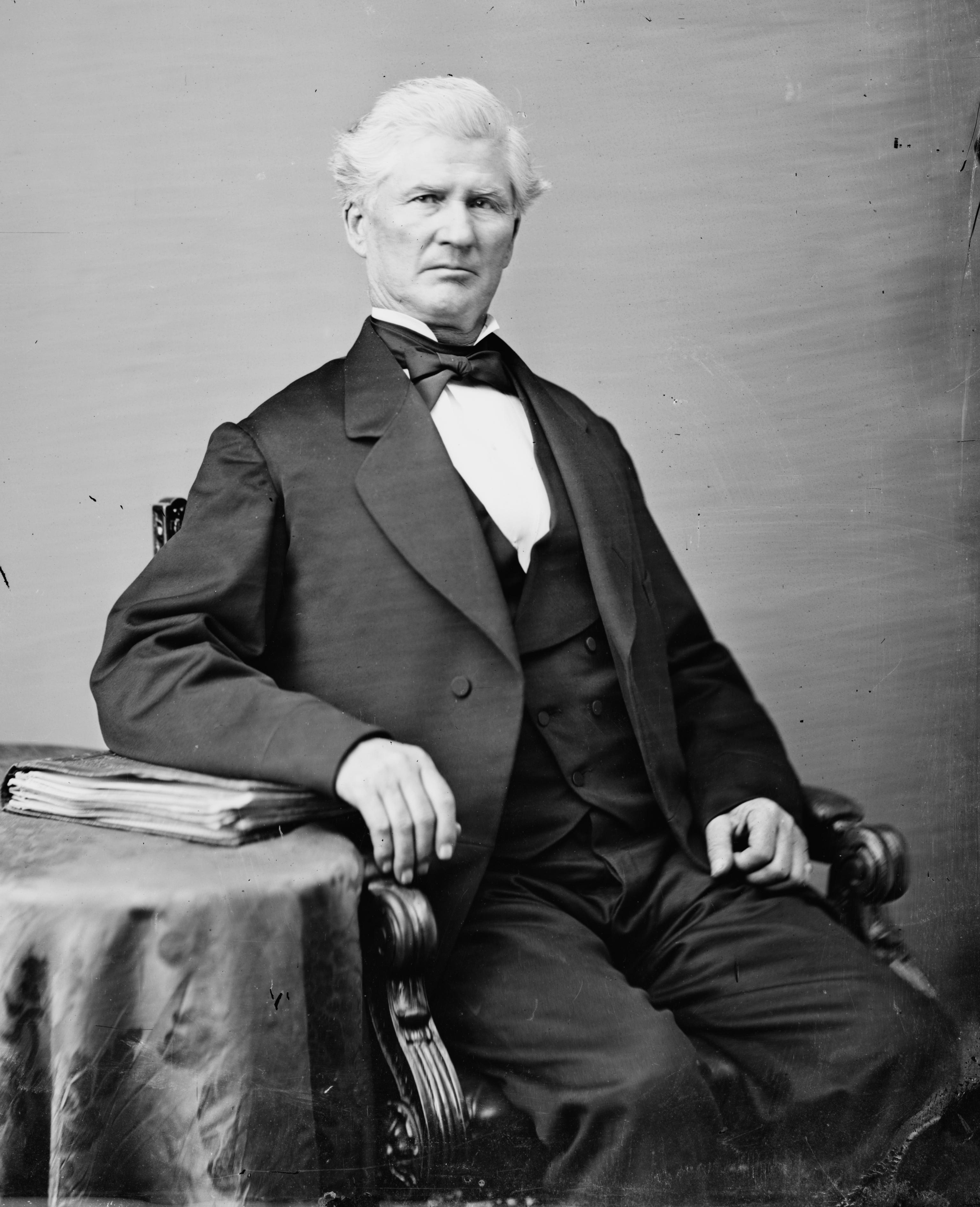
Robert E. Withers

Robert Enoch Withers (* 18. September 1821 bei Lynchburg, Virginia; † 21. September 1907 in Wytheville, Virginia) war ein US-amerikanischer Politiker (Demokratische Partei). Er gehörte dem US-Senat als Vertreter Virginias an und war Vizegouverneur in diesem Bundesstaat.
Robert Withers wurde auf Privatschulen ausgebildet und machte 1841 seinen Abschluss an der medizinischen Fakultät der University of Virginia in Charlottesville. Er praktizierte danach zunächst als Arzt im Campbell County, bis er 1858 nach Danville umzog. Während des Sezessionskrieges trat er der Konföderiertenarmee bei und bekleidete dort den Rang eines Majors. Withers kommandierte das 18. Infanterie-Regiment aus Virginia und wurde später zum Colonel befördert. Nachdem er im Kampf mehrere schwere Verwundungen erlitten hatte, schied er aus dem aktiven Dienst aus und wurde Kommandant des konföderierten Militärpostens in Danville. Diesen Posten hatte er bis zum Ende des Krieges inne.
Im Jahr 1866 kehrte Robert Withers nach Lynchburg zurück. Dort stieg er in Zeitungsgeschäft ein und begründete die Lynchburg News, mit der er die Interessen der Conservative Party vertrat. Diese kurzlebige Splitterpartei nominierte ihn auch für die Wahl zum Gouverneur von Virginia, doch Withers verzichtete. Später engagierte er sich bei den Demokraten, für die er 1872 dem Electoral College bei der Präsidentschaftswahl angehörte. Im Jahr darauf wurde Withers dann zum Vizegouverneur von Virginia gewählt.
Am 4. März 1875 zog Robert Withers für die Demokraten in den US-Senat ein. Während seiner sechsjährigen Amtszeit war er unter anderem Vorsitzender des Pensionsausschusses. Er trat zur Wiederwahl an, unterlag aber dem für die Readjuster Party kandidierenden William Mahone und musste somit am 3. März 1881 aus dem Kongress ausscheiden.
US-Präsident Grover Cleveland ernannte Withers 1885 zum Konsul der Vereinigten Staaten in Hongkong. Dieses Amt übte er vier Jahre aus, ehe er sich auf der Ingleside-Plantage in Wytheville zur Ruhe setzte. Dort starb Robert Withers im September 1907.